# Radio Vie Nouvelle
 (août 2011).
Si vous disposez d'ouvrages ou d'articles de référence ou si vous connaissez des sites web de qualité traitant du thème abordé ici, merci de compléter l'article en donnant les références utiles à sa vérifiabilité et en les liant à la section « Notes et références ».
Radio Vie Nouvelle est une radio privée chrétienne émettant dans la ville de Douala au Cameroun (Afrique centrale). Cette radio est le résultat de la vision partagée par plusieurs chrétiens de différentes dénominations. Leur objectif commun étant d'étendre leur champ d'évangélisation hors des murs de l'Église, et en particulier dans les médias audiovisuels à la faveur de la libéralisation du secteur dans nombre de pays africains il y a une dizaine d'années.
Ayant commencé ses émissions en octobre 2002 sur la fréquence 100.5 MHz, cette radio sera suspendue en avril 2005 à la suite de difficultés administratives avant de reprendre ses émissions deux ans plus tard en avril 2007 sur la fréquence 107.8 MHz.
Cette radio fait partie des radios de type évangélique (au sens biblique du terme) dont la vision s'articule autour d'enseignements et de conseils fondés sur un strict respect de la Bible considérée par les évangéliques comme parole révélée et inhérente de Dieu autour desquels s'articulent les principes fondateurs et les règles de vie. Elle se caractérise par un ton jeune et vise en priorité la jeunesse.